# Saint-Luc-de-Grosse-Île
Saint-Luc-de-Grosse-Île est une ancienne localité du Québec (Canada) qui constituait également une mission catholique. Elle se trouvait sur Grosse-Île dans l’archipel de l'Isle-aux-Grues dans la région administrative de Chaudière-Appalaches.

## Origine du nom
Saint Luc étant le patron des médecins, ce saint était le patron tout désigné de la mission établie sur le site de la station de quarantaine de Grosse-Île.

## Histoire
L’histoire de la localité est très étroitement associée à la vie de la station de quarantaine de Grosse-Île. La mission catholique est apparue peu après la création de la station en 1832 et elle est disparue après la fermeture de la station en 1937.
Plus de 7 000 voyageurs malades sont décédés lors de leur quarantaine sur Grosse-Île durant les 105 années d’opération de la station de quarantaine. Plus de 200 habitants de Saint-Luc-de-Grosse-Île ont aussi été contaminés et sont morts à la suite des activités reliées à l'opération de la station et aux soins des malades.

## Géographie
Le village ou hameau était situé dans la partie centrale de Grosse-Île. Comme les voyageurs sains étaient logés à l’ouest de l’île et les voyageurs malades étaient hospitalisés à l’est de l’île, le village constituait un obstacle naturel pour empêcher les personnes saines d’entrer en contact avec les personnes malades.

## Aujourd’hui
Plusieurs édifices du village subsistent et sont intégrés au Lieu historique national du Canada de la Grosse-Île-et-le-Mémorial-des-Irlandais. 